# Altertumskommission für Westfalen
Die Altertumskommission für Westfalen ist ein selbständiges wissenschaftliches Gremium, das vom Landschaftsverband Westfalen-Lippe (LWL) getragen wird. Sie ist neben der Literaturkommission für Westfalen, der Historischen Kommission für Westfalen, der Geographischen Kommission für Westfalen, der Kommission für Mundart- und Namenforschung Westfalens und der Kommission Alltagskulturforschung für Westfalen eine von sechs wissenschaftlichen Kommissionen für Landeskunde des LWL.

## Geschichte
Die Altertumskommission wurde am 30. Dezember 1897 in Münster gegründet. Den Anstoß zu ihrer Gründung gab der Verein für Geschichte und Alterthumskunde Westfalens. Ihr Ziel war es „die Forschungen an den stummen Zeugen der Vergangenheit systematischer anzuregen, einheitlicher zu fördern“. Bereits ein Jahr zuvor war ebenfalls aus den Reihen des Altertumsvereins die Historische Kommission für Westfalen gebildet worden. Die Altertumskommission befasste sich von Beginn an mit den römischen Einflüssen in Westfalen. Nahezu zeitgleich etablierte sich die Befestigungsforschung. Hierzu wurde eigens eine Unterkommission (Atlaskommission) eingerichtet, die Vermessungen dieser Anlagen beauftragte und ein Gesamtverzeichnis früher Befestigungen Westfalens anstrebte.
Nach dem Ende des Ersten Weltkriegs wurde die Atlaskommission aufgelöst und durch einen einfachen Arbeitsausschuss ersetzt. Bereits begonnene Großprojekte der Römerforschung (z. B. die Ausgrabungen in den römischen Militärlagern von Haltern) konnten nicht zu Vorkriegsbedingungen fortgesetzt werden.
In der Folgezeit wurde die Altertumskommission durch die Einführung einer amtlichen Bodendenkmalpflege (1922) und des später selbständigen Landesmuseums für Vor- und Frühgeschichte in Münster (1934) zunächst entlastet. Tatsächlich waren die Grenzen jedoch fließend, da August Stieren, der zudem Honorarprofessor und späterer Ordinarius an der Westfälischen Wilhelms-Universität Münster war, alle drei Einrichtungen in Personalunion verwaltete. Die Altertumskommission blieb in ihrer Funktion und Ausrichtung trotz diverser „Säuberungen“ und der versuchten Infiltration durch das „Ahnenerbe“ weitestgehend unbeeinflusst, da Stieren stets bemüht war, die nationalsozialistische Ideologie von seinen Forschungen fernzuhalten.
Stieren löste nach Kriegsende auf der ersten Hauptversammlung der Altertumskommission, am 17. April 1947, die Kommission auf, um sie mit anwesenden Altmitgliedern aus der Zeit vor 1933 gemäß der Satzung von 1929 (in der ergänzten Form vom 26. Juli 1930) neu zu konstituieren. Mit Stieren selbst waren durch die Kriegsjahre von ehemals 31 Mitgliedern nur acht übriggeblieben.
Die Altertumskommission nahm die Burgenforschung (Schwerpunkt Wallburgen) wieder auf und führte Grabungen an mehreren Anlagen durch. Die Ergebnisse werden seit 1983 in der Reihe Frühe Burgen in Westfalen publiziert. Weitere Forschungsgebiete kamen im Laufe der Zeit hinzu.
Die Geschäftsstelle der Altertumskommission befindet sich in der Speicherstadt in Münster-Coerde. Geschäftsführerin ist seit 2007 Vera Brieske.

## Forschungsschwerpunkte

### Römerforschung
Bis zur Einrichtung eines amtlichen Fachreferates für provinzialrömische Archäologie im Jahr 1982 lag der Fokus der Altertumskommission neben der Burgenforschung auf der Untersuchung der römischen Hinterlassenschaften zur Zeit der Feldzüge unter Kaiser Augustus im rechtsrheinischen Gebiet. Durch ihre langjährigen Ausgrabungen der Römerlager in Haltern von 1899 bis 1914 war die Kommission maßgeblich an der Entwicklung und Verfeinerung der modernen Ausgrabungsmethodik beteiligt.

### Frühe Burgen
Die Burgenforschung ist seit den Anfängen der Altertumskommission eines ihrer wichtigsten Betätigungsfelder. Befestigte Anlagen auf den Höhen der Mittelgebirge und in den Niederungen des Münsterlandes gibt es in Westfalen seit der Bronzezeit, Schwerpunkte bilden die Eisenzeit und das frühe Mittelalter. Auch hochmittelalterliche Burgen liegen, soweit von ihnen archäologische Aufschlüsse existieren, im Fokus der Forschungen. Das Ergebnis der ursprünglichen Atlaskommission und folgender Untersuchungen verwahrt die Altertumskommission in ihrem Archiv, darunter befinden sich Berichte über Ausgrabungen sowie Vermessungspläne. Neue Vermessungen und moderne Prospektionsmethoden ergänzen laufend die Forschungen der Kommission.

### Landwehren
Bereits durch Otto Weerth (1849–1930), 1916–1923 Mitglied der Altertumskommission, gerieten Landwehren in Westfalen als Befestigungsformen ins Blickfeld archäologischer Forschungen. Sein Sohn Karl Weerth (1881–1960), seinerseits Mitglied der Historischen Kommission für Westfalen, setzte diese Untersuchungen fort und stellte 1938 erstmals und bis heute grundlegend alle westfälischen Landwehren zusammen. Im Rahmen eines Kolloquiums 2012 in Münster hat sich die Altertumskommission unter archäologischen, historischen, geographischen und namenkundlichen Aspekten mit dem Thema Landwehren befasst. Nachfolgend werden die einzelnen Landwehren Westfalens erforscht, um sie in der 2014 geschaffenen Reihe „Landwehren in Westfalen“ sukzessive zu veröffentlichen.

### Wegeforschung
Die Wegeforschung der Altertumskommission wurde im Jahr 2000 durch ein wissenschaftliches Kolloquium eingeführt. Die Untersuchung alter Wegtrassen ist eng verknüpft mit der Burgen- und Römerforschung, da Wege Voraussetzung für Kommunikation und Versorgung waren. Neben den Erkenntnissen aus archivalischen Studien gibt es im Gelände noch viele sichtbare Fragmente, die zu Wegstrecken vervollständigt und zeitlich eingeordnet werden können. Seit 2002 untersucht die Kommission westfälische Fernhandelsrouten, die auch von mittelalterlichen Pilgern auf ihrem Weg nach Santiago de Compostela genutzt wurden. Diese Wege der Jakobspilger werden durch Ausschilderung sowie die Veröffentlichung von Wanderführern der Allgemeinheit zugänglich gemacht.

### Frühmittelalterliche Funde im CT
Die Computertomografie ermöglicht das dreidimensionale Röntgen von Fundstücken und bietet damit eine zerstörungsfreie Untersuchungsmethode. Die Altertumskommission fördert die Anfertigung von computertomografischen Scans und ihre Auswertung.
In einem mehrjährigen Projekt wurden von 2012 bis 2014 Schwerter aus frühmittelalterlichen Gräbern auf diese Weise untersucht. Erste Ergebnisse lassen eine hochspezialisierte Schmiedekunst erkennen.

### Megalithik
In Westfalen treffen auf engem Raum zwei in Grabbau und Beigabensitten sich stark unterscheidende, aber kollektiv bestattende Kulturen aufeinander, die Trichterbecherkultur und die Wartbergkultur. Das jüngste Forschungsprojekt der Altertumskommission hat sich zur Aufgabe gemacht, diese einzigartige Denkmälergruppe Westfalens, die spätjungsteinzeitlichen Großstein- oder Megalithgräber, als älteste erhaltene Bauzeugnisse wissenschaftlich neu zu erfassen.

## Publikationen

### Eigene Reihen
- Mitteilungen der Altertums-Kommission (MAK)
- Veröffentlichungen der Altertumskommission (VAK)
- Frühe Burgen in Westfalen
- Römerlager in Westfalen
- Landwehren in Westfalen
- Megalithgräber in Westfalen
- Montanarchäologie in Westfalen
- Wege der Jakobspilger in Westfalen

### Mitherausgeberschaften
- Archäologie in Westfalen-Lippe
- Westfalen in...

## Vorsitzende
Erste Vorsitzende seit der Gründung der Kommission.
- 1896–1903: Friedrich Philippi
- 1903–1916: Friedrich Koepp
- 1916–1921: Johann Heinrich Schmedding
- 1921–1923: Franz Cramer
- 1923–1929: Arnold von Salis
- 1930–1969: August Stieren
- 1969–1996: Wilhelm Winkelmann
- 1996–2002: Bendix Trier
- 2002–2005: Volker Pingel
- 2005–2011: Torsten Capelle
- Seit 2011: Aurelia Dickers